# Friedrich Schürer (Konstrukteur)
Friedrich Schürer (* 19. Juni 1881 in Gießen; † 27. Oktober 1948 in Hannover) war ein deutscher U-Boot-Konstrukteur. 

## Leben
Schürer studierte von 1899 bis 1904 Schiffbau an der Technischen Hochschule Charlottenburg und schloss das Studium am 15. Juli 1904 als Diplom-Ingenieur ab. 1906 trat er als Marinebauführer in die Kaiserliche Marine ein und arbeitete auf der Kaiserlichen Werft Wilhelmshaven. Von 1912 bis 1914 war er Lehrer für Schiffbau an der Marineschule Mürwik in Flensburg-Mürwik. In den Jahren 1914 bis 1920 war er im Bereich U-Boote und Torpedos tätig, bevor er Anfang 1921 in den einstweiligen Ruhestand versetzt wurde.
Ab dem 16. Juni 1927 war Schürer als Sonderbeauftragter des Reichswehrministeriums für die Marineleitung tätig. Am 1. Juni 1935 trat er als Marineoberbaurat erneut in die Marine ein und wurde Referent in der Konstruktionsabteilung im Oberkommando der Marine (OKM). Am 1. April wurde er Generalreferent in der Schiffbauabteilung im Amt Kriegsschiffbau im OKM. Ab dem 15. Oktober 1939 war er als Chef der Abteilung Unterseeboote (K I U) im Hauptamt Kriegsschiffbau für Gesamtentwurf und Instandhaltung der U-Boote zuständig. Am 11. Januar 1944 wurde er Chef der Amtsgruppe Schiffbau (K I) im Hauptamt Kriegsschiffbau des OKM – Gesamtentwurf und Schiffbau. Mit Wirkung vom 4. Februar 1944 wurde er zum Ministerialdirektor ernannt. Am 14. Dezember 1944 wurde er in den Ruhestand versetzt.
Schürer hatte einen großen Anteil an der Entwicklung des U-Boot-Baus in Deutschland. Da dem Deutschen Reich durch den Versailler Vertrag der Besitz von U-Booten nicht gestattet war, wurde die Entwicklung neuer U-Boote geheim und unter Verwendung von Tarnfirmen vorangetrieben; auch daran war Schürer maßgeblich beteiligt.

## Namensgeber
Nach Friedrich Schürer wurde 1966 das Kleinst-U-Boot der U-Boot-Klasse 202 der deutschen Bundesmarine S-173 Friedrich Schürer benannt. Das Boot wurde noch im gleichen Jahr wieder außer Dienst gestellt und anschließend verschrottet.

## Auszeichnungen
Schürer erhielt am 24. Juli 1944 das Ritterkreuz zum Kriegsverdienstkreuz mit Schwertern.